# Djurgårdens IF Fotboll 1957/1958
Djurgårdens IF Fotboll, säsongen 1957/1958. Detta var den sista allsvenskan som spelades höst/vår.
I ett led att anpassa allsvenskan till vår/höst-modell blev allsvenskan 1957/58 dels höst/vår men även ytterligare en höst, vilket innebar att säsongens antal omgångar ökades från 22 till 33.

## Spelartrupp 1957/1958
Källa: fotbollsweden.se

### Spelarstatistik
Källa: fotbollsweden.se

## Tränarstab 1957/1958
- Ordförande:
- Tränare:  Lajos Szendrődi[1]

## Matcher 1957/1958

### Allsvenskan 1957/1958
Huvudartikel: Fotbollsallsvenskan 1957/1958'
Djurgården slutade trea.
Tabellrad för DIF säsongen 1957/1958:
- Totalt:  33  16 10  7   69-48 (+21)  42p
- Hemma: x matcher
- Borta: x matcher

1957:
- 15/8	DIF - IFK Eskilstuna		4-2
- 21/8	DIF - AIK		1-1
- 25/8	DIF - Helsingborgs IF		1-2
- 1/9	Motala AIF - DIF		0-1
- 8/9	DIF - IFK Malmö		5-1
- 15/9	Malmö FF - DIF		5-3
- 29/9	DIF - IFK Göteborg		5-1
- 6/10	GAIS - DIF		1-1
- 20/10	DIF - IFK Norrköping		2-4
- 27/10	Halmstads BK - DIF		0-1
- 2/11	DIF - Sandvikens IF		2-1

1958:
- 20/4	IFK Malmö - DIF		2-4
- 27/4	IFK Göteborg - DIF		2-0
- 1/5	DIF - Malmö FF		3-0
- 4/5	Helsingborgs IF - DIF		1-1
- 9/5	AIK - DIF		1-1
- 15/5	IFK Norrköping - DIF		1-1
- 18/5	DIF - GAIS		1-0
- 31/7	DIF - Halmstads BK		1-0
- 6/8	DIF - Motala AIF		1-1
- 10/8	IFK Eskilstuna - DIF		2-2
- 15/8	DIF - AIK		0-0
- 24/8	Malmö FF - DIF		2-1
- 31/8	DIF - IFK Norrköping		4-1
- 7/9	DIF - GAIS		1-0
- 21/9	Motala AIF - DIF		0-4
- 28/9	Sandvikens IF - DIF		2-4
- 5/10	DIF - IFK Malmö		3-2
- 12/10	IFK Göteborg - DIF		4-3
- 19/10	DIF - Helsingborgs IF		2-4